# ВК Будва
Ватерполо клуб Будва је ватерполо клуб из Будве, Црна Гора. Тренутно се такмичи у Првој лиги Црне Горе и Јадранској лиги.

## Историја
За почетак се узима 1930. година, када је у склопу Спортског друштва „Могрен“ основана и ватерполо секција. Након завршетка Другог светског рата СД „Могрен“ је обновило рад 1946, а у оквиру друштва је 3. марта 1947. формирана ватерполо секција. 25. јануара 1953. пливачи и ватерполисти иступају из СД Могрен и оснивају Пливачки клуб „Будва“.
1979. клуб по први пут обезбеђује пласман у савезни ранг, другу савезну лигу, победивши у квалификационом мечу 26. августа исте године у Херцег Новом Фарос из Старог Града са 12:10. Будва 1987. осваја прво место у другој лиги, али у тромечу за улазак у прву лигу у Загребу није обезбедила пролазак у виши ранг. Формирањем Прве Б лиге 1988. године Будва је освајањем другог места у Другој лиги - југ аутоматски постала прволигаш. 1990. и 1991. клуб је освајањем другог места у Првој Б лиги играо бараж за улазак у Прву А лигу, али оба није успео да се пласира у виши ранг. Али већ 1992. освајањем четвртог места клуб је промовисан у Прву А лигу, јер је дошло до реорганизације такмичења. Клуб 1992. мења име у „Будванска ривијера“.
1994. клуб осваја прву титулу шампиона државе, победивши у финалу Партизан. 1995. и 1998. клуб осваја друго место у Првој лиги СРЈ, док је 1995. и 1999. био финалиста купа, 1995. у финалу оба такмичења их је савладао Партизан, док је 1998. и 1999. у финалима од њих био бољи Бечеј. Следећи већи успех клуб је остварио у сезони 2006/07., када стиже до полуфинала ЛЕН купа. Исте сезоне клуб долази до финала Купа Црне Горе, где је поражен од Јадрана из Херцег Новог, а такође и у Првој лиги Црне Горе завршава на другом месту. Клуб 2008. по први пут осваја Куп Црне Горе, док у првенству поново сезону завршава на другом месту. 2009. године „Будванска ривијера“ мења име у „Будва“. 2009. и 2010. Будва игра у финалу Купа Црне Горе, али је оба пута поражена од Приморца.

## Успеси
| Такмичење                | Такмичење                | Број                     | Година                                                                           |                          |                          |
| Национално првенство — 3 | Национално првенство — 3 | Национално првенство — 3 | Национално првенство — 3                                                         | Национално првенство — 3 | Национално првенство — 3 |
| ------------------------ | ------------------------ | ------------------------ | -------------------------------------------------------------------------------- | ------------------------ | ------------------------ |
| Првенство СР Југославије | Првак                    | 1                        | 1993/94.                                                                         |                          |                          |
| Првенство СР Југославије | Други                    | 2                        | 1994/95, 1995/96.                                                                |                          |                          |
| Првенство Црне Горе      | Првак                    | 2                        | 2010/11, 2012/13.                                                                |                          |                          |
| Првенство Црне Горе      | Други                    | 9                        | 2006/07, 2007/08, 2011/12, 2013/14, 2014/15, 2015/16, 2016/17, 2017/18, 2018/19. |                          |                          |
| Национални куп — 2       |                          |                          |                                                                                  |                          |                          |
| Куп СР Југославије       | Победник                 | 0                        | /                                                                                |                          |                          |
| Куп СР Југославије       | Финалиста                | 4                        | 1994/95, 1995/96, 1996/97, 1998/99.                                              |                          |                          |
| Куп Црне Горе            | Победник                 | 2                        | 2008/09, 2010/11.                                                                |                          |                          |
| Куп Црне Горе            | Финалиста                | 9                        | 2006/07, 2007/08, 2009/10, 2011/12, 2014/15, 2015/16, 2017/18, 2018/19, 2019/20. |                          |                          |
| Континентална такмичења  |                          |                          |                                                                                  |                          |                          |
| Лига шампиона            | Победник                 | 0                        | /                                                                                |                          |                          |
| Лига шампиона            | Финалиста                | 0                        | /                                                                                |                          |                          |
| Лига шампиона            | Полуфинале               | 1                        | 2010/11.                                                                         |                          |                          |

## Тренутни састав
| Позиција | Број | Држава    | Играч              |
| -------- | ---- | --------- | ------------------ |
|          |      | Црна Гора | Дејан Лазовић      |
|          |      | Србија    | Марко Петковић     |
|          |      | Црна Гора | Марко Башић        |
|          |      | Црна Гора | Никола Љубановић   |
|          |      | Црна Гора | Милан Тичић        |
|          |      | Црна Гора | Драго Пејаковић    |
|          |      | Црна Гора | Вјекослав Пасковић |
|          |      | Црна Гора | Никола Вукчевић    |
|          |      | Црна Гора | Иван Жанетић       |
|          |      | Канада    | Џастин Бојд        |